# رافاييل موراليس
رافاييل موراليس (بالإسبانية: Rafael Morales)‏ (6 أبريل 1988 في غواتيمالا - ) هو لاعب كرة قدم غواتيمالي في مركز الدفاع. شارك مع منتخب غواتيمالا لكرة القدم. أما مع النوادي، فقد لعب مع ديبورتيفو سابريسا ونادي كوميونيكيشنس.

## وصلات خارجية
- رافاييل موراليس على موقع قاعدة بيانات كرة القدم.إي يو (الإنجليزية)
- رافاييل موراليس على موقع ناشيونال فوتبول تيمز (الإنجليزية)
- رافاييل موراليس على موقع Soccerway.com (الإنجليزية)